# Andrzej Bohdanowicz
Andrzej Bohdanowicz (ur. 27 czerwca 1940 w Wilnie) – polski operator dźwięku.

## Życiorys
Absolwent Wydziału Reżyserii Dźwięku Państwowej Wyższej Szkoły Muzycznej w Warszawie. Dwukrotnie nominowany do Polskiej Nagrody Filmowej, Orzeł: w 2002 za dźwięk w filmie Pół serio i w 2007 za dźwięk w filmie Statyści. W 2008 uhonorowany Nagrodą Stowarzyszenia Filmowców Polskich za dorobek życia. Członek Polskiej Akademii Filmowej.

## Filmografia
jako operator dźwięku:
- W pustyni i w puszczy (1973)
- Akcja pod Arsenałem (1977)
- Oko proroka (1982)
- Przeklęte oko proroka (1984)
- Sztuka kochania (1989)
- Pierścionek z orłem w koronie (1992)
- Pół serio (2000)
- Cud purymowy (2000)
- Ciało (2003)
- Statyści (2006)
- Mniejsze zło (2009)